# لاتشار
بلدية لاتشار (بالإسبانية: Láchar) هي بلدية تقع في مقاطعة غرناطة التابعة لمنطقة أندلوسيا جنوب إسبانيا.

## الديموغرافيا
بلغ عدد سكان بلدية لاتشار 3.179 نسمة عام 2011 (وفقاً للمعهد الوطني الإسباني للإحصاء).
| 2.335 | 2.477 | 2.455 | 2.732 | 2.910 | 3.093 | 3.179 |